# Banat de Slavonie
 (juillet 2025).
XIIIe siècle – XVIe siècle
Entités précédentes :
- duché de Pannonie Méridionale

Entités suivantes :
- Pachalik de Budin

Le banat de Slavonie (Szlavón bánság en hongrois ; Banovina Hrvatsk en croate) est une marche (banat) historique du royaume de Hongrie. Il est dirigé par le ban de Slavonie, nommé par le roi de Hongrie.
Le banat de Slavonie, qui fait suite au duché de Pannonie, est à l'origine une région géopolitique située dans la région de la Croatie actuelle, entre la Drave et la Save et de l'autre côté de la Save jusqu'aux massifs de Kapela. Faisant partie du royaume de Hongrie, le banat de Slavonie était à la tête de la Slavonie. Le statut de la Slavonie ressemblait ainsi à celui de la Transylvanie gouvernée par le voïvode de Transylvanie. Ethniquement, la Slavonie était une région à majorité slave liée aux Croates, mais avant Mohács, les serfs slaves étaient strictement distingués non seulement des Hongrois, mais aussi des Croates.